# Holotrichia taiwana
Holotrichia taiwana är en skalbaggsart som beskrevs av Shuhei Nomura 1977. Holotrichia taiwana ingår i släktet Holotrichia och familjen Melolonthidae. Inga underarter finns listade i Catalogue of Life.